# Como

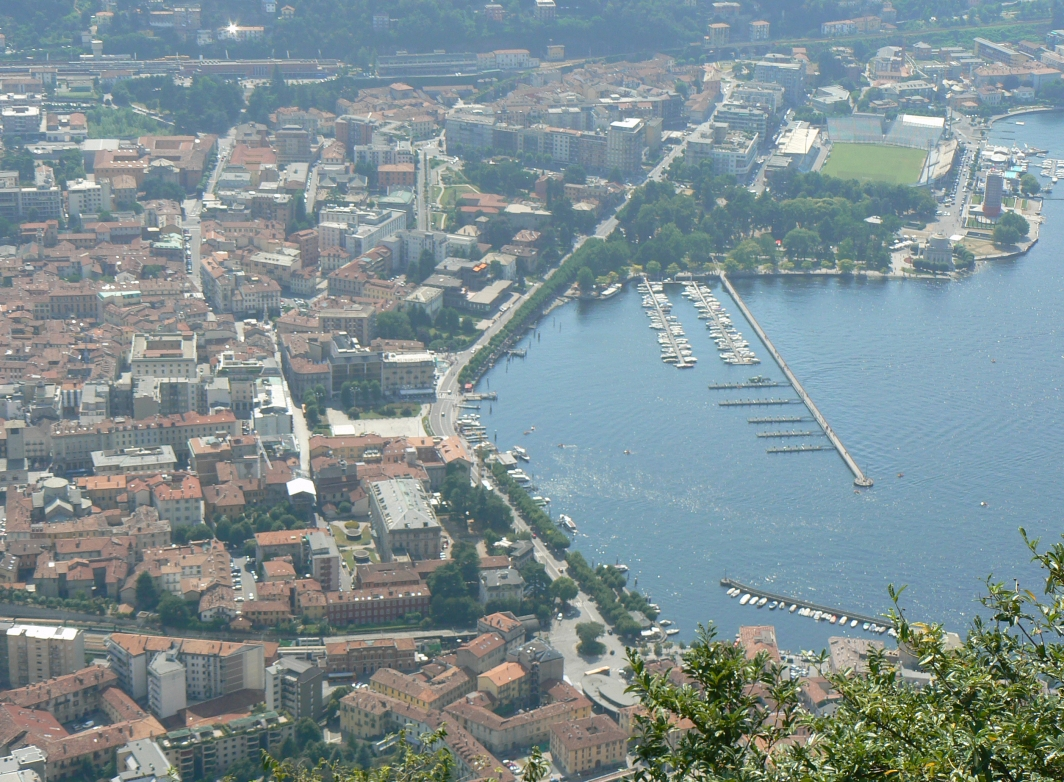
Widok na Como z Brunate

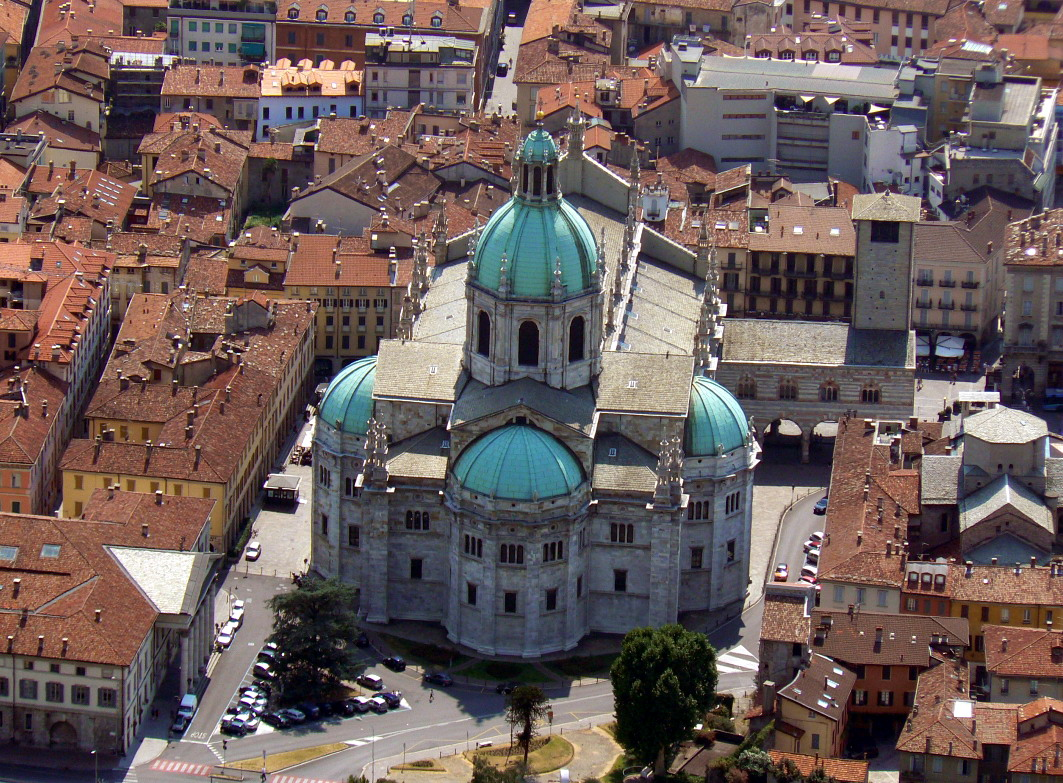
Katedra w Como

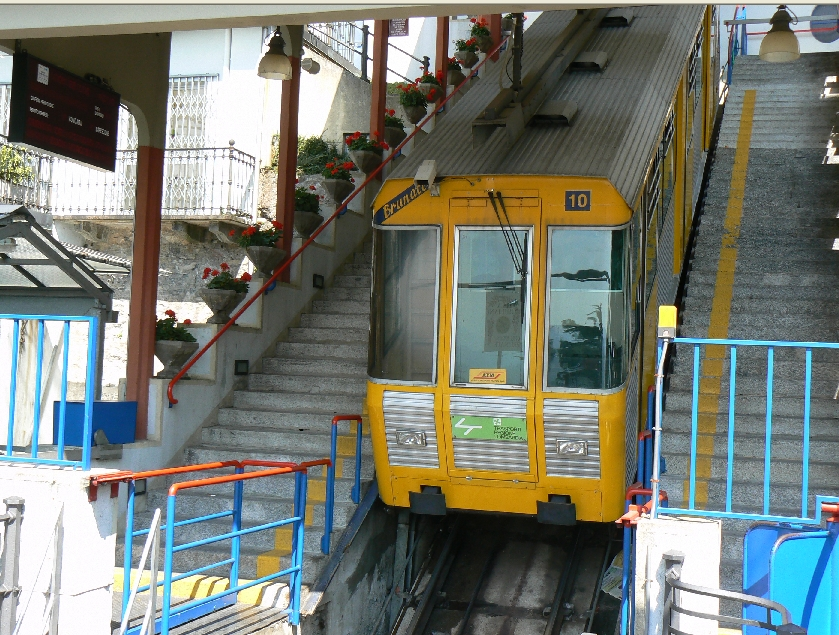
Kolej Funicolare do Brunate

Como – miasto we Włoszech, w regionie Lombardia, stolica prowincji Como, przy granicy ze Szwajcarią. Miasto znajduje się nad jeziorem o tej samej nazwie, zwanym również Lario lub Lago di Como.
Według danych na rok 2015 miasto zamieszkiwało 84,394 osób, 2,300 os./km².
Como jest miejscem urodzin i spoczynku fizyka Alessandra Volty, wynalazcy prototypu późniejszej baterii. Z miasta pochodzi również Benedetto Odescalchi, późniejszy papież Innocenty XI.

## Historia
- 196 p.n.e. – w miejscu wcześniejszej osady Rzymianie założyli twierdzę graniczną;
- 1335 – miejscowość przeszła pod panowanie Mediolanu;
- początek XVIII wieku – złoty okres w historii miasta dzięki rozwojowi przemysłu jedwabniczego i tekstylnego;

Miasto było także schronieniem dla Don Juana Casanovy i Marca Antonia Casanovy, przodków sławnego Giacoma opisanych w jego biografii.

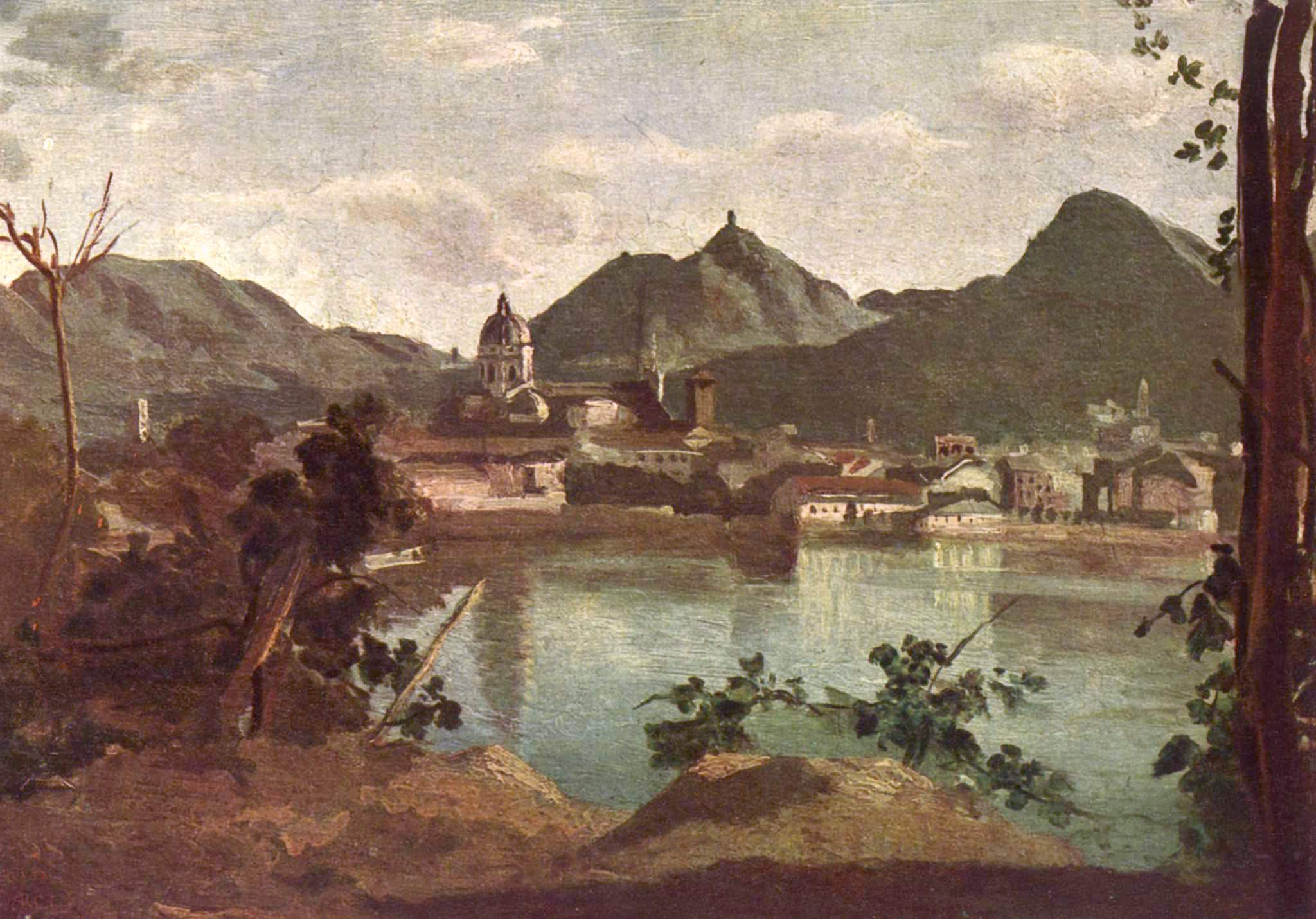
Panorama Como, obraz z 1834 r.

## Zabytki
- Katedra w Como – której budowę rozpoczęto w 1396 roku a ukończono w XVI wieku. W 1744 została dobudowana poczwórna kopuła według projektu Filippa Juvarry. Aktualny wystrój wnętrza pochodzi głównie z XVII wieku – gobeliny, obrazy ołtarzowe: Pokłon Trzech Króli i Madonna w otoczeniu świętych Bernardina Luiniego oraz Ucieczka z Egiptu Gaudenzia Ferrariego;
- wczesnoromański kościół Sant'Abbondio(inne języki) – budowę rozpoczęto w 1063[1] roku, konsekrowany w 1095 jako kościół opactwa benedyktyńskiego[2], z pięknymi XIV-wiecznymi freskami w absydzie;
- Kościół San Fedele(inne języki) – zbudowany w 1120 r. na miejscu wcześniejszej karolińskiej budowli;
- Broletto – Stary Ratusz, początki budowy w 1215 r;
- klasycystyczne Tempio Voltiano(inne języki) – muzeum poświęcone Alessandro Volta, oddane do użytku w 1927 roku, w setną rocznicę śmierci fizyka;
- Teatro Sociale;
- neoklasyczna Villa Olmo(inne języki) z 1797 r.;
- zamek Baradello(inne języki) w miejscu dawnego Comum Oppidum;
- Latarnia Volty (wł. Faro Voltiano)

## Transport
- Como San Giovanni – Włoskie Koleje Państwowe Ferrovie dello Stato
- Como Nord Lago – Mediolańskie Koleje Północne Ferrovie Nord Milano – LeNord
- Como Borghi Universita – Mediolańskie Koleje Północne Ferrovie Nord Milano – LeNord
- Como Camerlata – Mediolańskie Koleje Północne Ferrovie Nord Milano – LeNord
- kolej linowo-terenowa Como – Brunate

Linie Autobusowe Miejskie
- Nr 1: Stacja Kolejowa FS Chiasso (Szwajcaria) – S.Fermo;
- Nr 3: Lora – Grandate;
- Nr 4: Stacja Kolejowa FS S.Giovanni – Camnago V.;
- Nr 5: Stacja Kolejowa FS S.Giovanni – Civiglio;
- Nr 6: Maslianico – Albate;
- Nr 7: Sagnino – Lora;
- Nr 8: Stacja Kolejowa FS S.Giovanni – Casnate;
- Nr 9: P.za Cavour – Cmentarz;
- Nr 10: Albate – Navedano;
- Nr 11: P.Chiasso – Bassone;
- C39: FUNICOLARE (KOLEJKA LINOWA) BRUNATE – Club Alpino Operaio;
- CF1: FUNICOLARE (KOLEJKA LINOWA) COMO – BRUNATE;

Drogi krajowe, ekspresowe, autostrady i międzynarodowe
- A8
- E35 (trasa europejska)

Żegluga Jezioro Como
- Navigazione Lago di Como

## Uczelnie
- Politechnika Mediolańska, oddział w Como
- Uniwersytet Insubrii

## Współpraca
- Fulda, Niemcy
- Tokamachi, Japonia
- Nablus, Palestyna
- Netanja, Izrael

## Ludzie związani z Como
- Jan Maria Bernardoni
- Paolo Giovio
- Innocenty XI
- Pliniusz Młodszy
- Pliniusz Starszy
- Alessandro Volta
- Antonio Sant’Elia
- Giuseppe Terragni
- Carla Porta Musa
- Fabrizio Musa
- Gianfranco Miglio
- Enrico Mantero
- Piero Catelli
- Arturo Merzario
- Dario Sala
- Gianluca Zambrotta
- Bernardo Rategno da Como